# جاريد ستال
جاريد ستال (بالإنجليزية: Jared Staal)‏ (من مواليد 21 أغسطس 1990) هو لاعب هوكي جليدي كندي محترف سابق ومساعد مدرب حالي لفريق أورلاندو سولار بيرز. لعب آخر مرة في إدنبره كابيتالس من دوري دوري النخبة لهوكي الجليد.
كان ستال سابقًا عضوًا فيكارولينا من دوري الهوكي الوطني. وهو الشقيق الأصغر لإريك ستال وهو وكيل حر، ومارك ستال لاعب ديترويت ريد وينغز، وجوردان ستال لاعب كارولينا هوريكانز. وهو أيضًا ابن عم جيف هيريما، الذي كان ينتمي سابقًا لفهود نوتنغهام.

## مهنة اللعب
نشأ ستال في مسقط رأسه في ثاندر باي، أونتاريو ولعب يلعب هوكي لصالح ملوك خليج الرعد. لعب ستال موسم 2007-08 مع الذئاب. اختاره قبلفينيكس كويوتس في الجولة الثانية من مسودة دخول إن إتش إل لعام 2008، في المركز 49. وهو العضو الوحيد من الإخوة ستال الذي لم يختر في الجولة الأولى والوحيد الذي لم يختره فريق المؤتمر الشرقي. وهو مطلق النار الوحيد من بين الإخوة الأربعة.
وقع ستال عقد تجربة هواة مع سان أنطونيو رامبيج في 3 أبريل 2009، ظهر في خمس مباريات لفريق الهيجان في عام 2009 ولكن أُعيد إلى سودبيري وولفز للفترة المتبقية من الموسم.
وقع ستال مع كارولينا في 14 مايو 2010 عقد لمدة ثلاث سنوات. عين في بدء موسم 2010-11 في شركة أعاصير أيه إتش إل التابعة لشارلوت تشيكرز.
كان في التشكيلة الأساسية لفريق كارولينا للمباراة، حيث بدأ في خط الهجوم مع الأخوين إريك وجوردن. وقع ستال عقد لمدة عام واحد مع فلوريدا ايفربلاديز في 7 أكتوبر 2015. قبل موسم 2015-16 نقل من قبل ايفربلاديس إلى الراي اللساع في ساوث كارولينا في 15 أكتوبر 2015. وقع ستال في 4 يوليو 2016 على عقد لمدة عام واحد مع إدنبره كابيتالس.

## مهنة التدريب
تقاعد ستال في يونيو 2018 ووقع عقدًا ليصبح مساعد مدرب أوهايدمونتون من دوري الهوكي في مدرسة الرياضة الكندية.
يعتبر ستال خامس مساعد مدرب في تاريخ أورلاندو سولار بيرز في 8 أغسطس 2019. عمل مدرب مساعد لموسم 2021–22 إي إس إتش إل، وظل مع الفريق حتى عام 2022 عندما غادر مدرب فريق أورلاندو دريك بيرهوسكي منصبه.